# Giro di Campania 1966
Il Giro di Campania 1966, trentaquattresima edizione della corsa, si svolse il 7 aprile 1966 su un percorso di 251,2 km. La vittoria fu appannaggio dell'italiano Guido De Rosso, che completò il percorso in 6h42'06", precedendo il francese Jacques Anquetil ed il connazionale Luciano Sambi. 
Sul traguardo di Napoli 46 ciclisti portarono a termine la competizione. 

## Ordine d'arrivo (Top 10)
| Pos. | Corridore        | Squadra                | Tempo    |
| ---- | ---------------- | ---------------------- | -------- |
| 1    | Guido De Rosso   | Molteni                | 6h42'06" |
| 2    | Jacques Anquetil | Ford France-Hutchinson | s.t.     |
| 3    | Luciano Sambi    | Legnano-Pirelli        | a 3'12"  |
| 4    | Franco Bitossi   | Filotex                | s.t.     |
| 5    | Dino Zandegù     | Bianchi-Mobylette      | s.t.     |
| 6    | Franco Balmamion | Sanson                 | s.t.     |
| 7    | Mario Drago      | -                      | s.t.     |
| 8    | Giovanni Knapp   | Vittadello             | s.t.     |
| 9    | Franco Bodrero   | Legnano-Pirelli        | s.t.     |
| 10   | Ugo Colombo      | Filotex                | a 5'00"  |